# مولوک
مولوک (انگلیسی: Molok) شرکت الکترونیک فنلاندی است، که در سال ۱۹۹۱ تأسیس شد.